# 小林信正
小林 信正（こばやし のぶまさ）は、テレビ番組プロデューサー。

## 概要
日本心霊科学協会常任理事、元フジテレビ・チーフプロデューサー。
東京写真大学で映像技術、慶應義塾大学で心理学を専攻。
霊能力や超能力や死後や霊や先祖の因縁や生まれ変わりなどの現在の科学では証明できないものの存在を固く信じる。
テレビの創成期からテレビ局のプロデューサーを務め、その間に国内外で330人ほどの超能力者を取材してきた。
1968年に『小川宏ショー』で超常現象コーナーの製作に携わる。それから世界の霊能者や超能力者と交流をする。超常現象のテレビ番組を多数制作する。
1991年4月12日に放送された『世紀末!!異次元パワー！超常現象を見た!!』をプロデュースする。どこまで超常現象を検証できるかとの観点で製作。
2001年に『怪奇!心霊写真 ーこれが霊界からの映像だ!ー』を製作。
定年退職してからも団体を通じて心霊研究に携わる。
丹波哲郎は盟友。